# Saison 11 de Navarro
Chronologie
Saison 10 Saison 12
Cet article présente la liste des différents épisodes de la onzième saison de la série télévisée Navarro.

## Distribution[1]
- Roger Hanin (Antoine Navarro)
- Emmanuelle Boidron (Yolande Navarro)
- Maurice Vaudaux (Commissaire divisionnaire Waltz)
- Jacques Martial (Bain-Marie)
- Catherine Allegret (Ginou)
- Daniel Rialet (Inspecteur Joseph Blomet)
- Christian Rauth (Inspecteur René Auquelin)
- Jean-Claude Caron (Borelli)

## Épisodes

### Épisode 1
Daniel Rialet (Blomet)

Saïd Amadis (Tamerlan)

Valérie Bolier (Birgit)

Michaël Morris (Jeff)

Fabrice Bagni (Ivane)

Lounès Tazairt (Rossini)

### Épisode 2
Philippe Leroy (Michel Salicelis)

Gabrielle Forest (Mélina Salicelis)

Jacqueline Danno (tante Zia)

Viktor Lazlo (Leïla)

Frédéric Berthelot (Bernard Ronconi, le dauphin de Salicelis)

### Épisode 3
Jean-Noël Cridlig (Thomas Zanetti)

Philippe Polet (Bruno Zanetti)

Nanou Garcia (Juliette).

### Épisode 4
Fejria Deliba (Yasmina)

Xavier Maly (Grangier)

Mohamed Hicham (Karim Ben Yahia)

Matthias Van Khache (Steve)

Salah Teskouk (Omar Ben Yahia)

Annie Le Youdec (Mme Grangier)

Christian Van Cau (Santos le concierge)

Jean-Paul Solal (Paul Girard)